# Vračar-Tunnel
Der Vračar-Tunnel ist mit dem Dedinje-Tunnel zentraler Teil der Durchmesserlinie der Eisenbahn im neuen Belgrader Eisenbahnknoten. Der im Schildvortrieb zwischen Mokroluški potok und Pančevo-Brücke zweigleisig ausgebaute Tunnel besitzt jeweils 3,225 km lange Röhren. Er führt bis zu 40 m unterhalb des Belgrader Stadtzentrums. Innerhalb des 1992 dem Verkehr übergebenen Vračar-Tunnels wurde 1995 die Eisenbahnstation Vukov spomenik eingerichtet. An beiden Portalen des Tunnels liegen jeweils weitere Stationen der Belgrader Stadtbahn. Nach dem Dedinje-Tunnel stellt der Vračar-Tunnel eine der ersten im innerstädtischen Fernverkehr in Europa gebauten Durchmesserlinien. Dies ermöglichte die Stilllegung des ehemaligen Bahnhof Belgrad. Der Tunnel wurde ursprünglich nur für den Personenverkehr geplant, wird jedoch auch im Gütertransport genutzt. Da hierüber auch zahlreiche Gefahrguttransporte (insbesondere Ammoniak) der Phosphatfabriken in Pančevo abgewickelt werden, ist ein Bau einer 29 km langen Umgehungstrasse mit Donaubrücke bei Vinča in Planung. Zurzeit werden im Schnitt 20 Gütertransporte pro Tag durch den Tunnel abgewickelt, die noch bis 2018 über die Eisenbahntrasse um die Belgrader Festung geführt wurden.

## Geologie
Der Vračar-Tunnel ist in Mergeln und Tonmergeln des Pannoniums angelegt. Diese Schichten sind insbesondere im oberen Teil ausgelaugt. Da die unteren unausgelaugten Schichten als Aquiclude ausgeprägt sind, wurde der Tunnel hierin durch Schildvortrieb erstellt. Grundwasserführende Schichten ausgelaugter Tonmergel an den Tunnelportalen blockierten die Tunnelvortriebsmaschinen. Eine zweimonatige Bauverzögerung war die Folge. Die Tunneltrasse wurde mit nur geringen Gefälle gebaut und ist deshalb auch für den Güterverkehr nutzbar.

## Bau

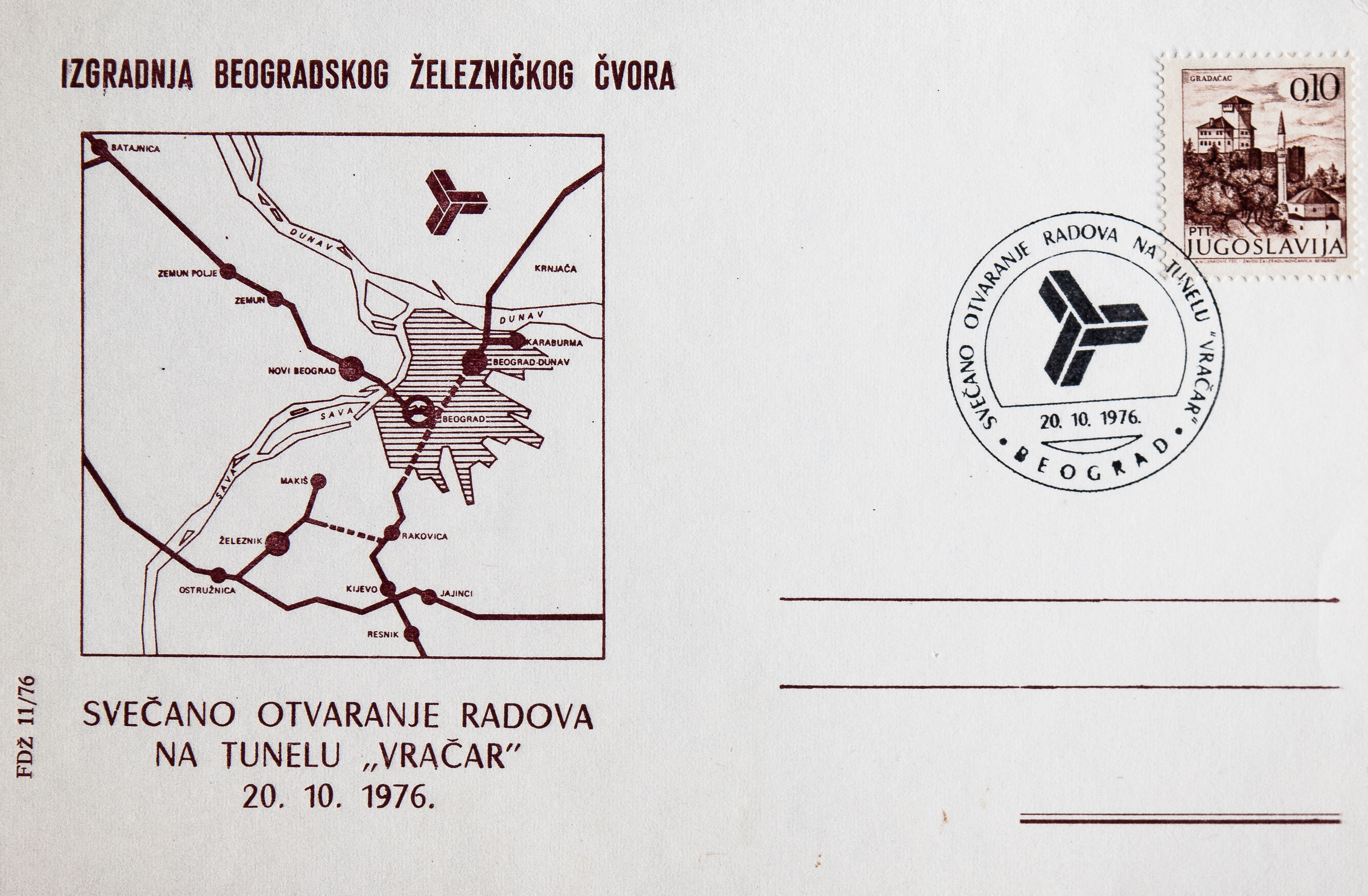
Sonderganzsache der Jugoslawischen Post anlässlich der Bauarbeiten am Vračar-Tunnel

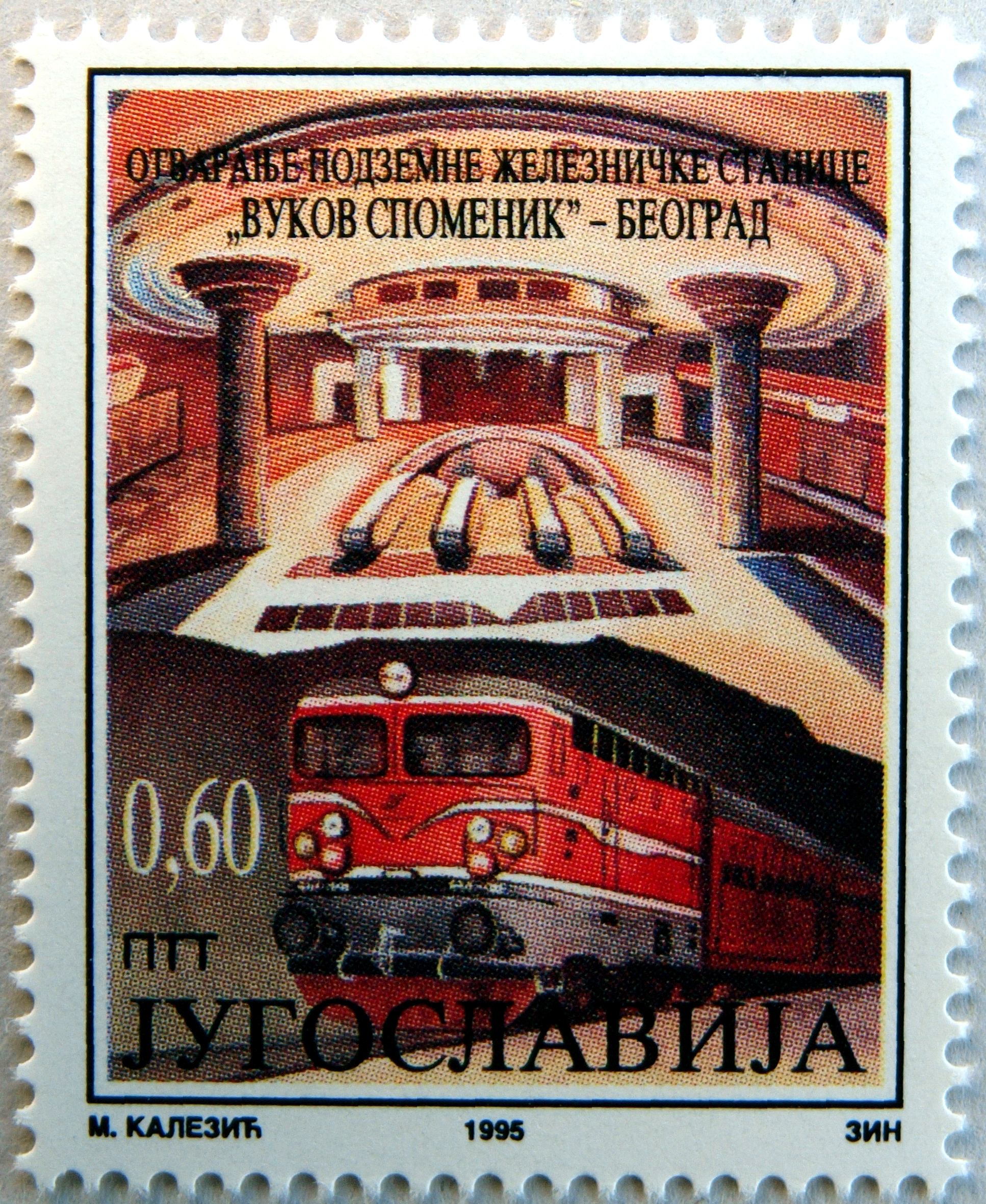
Marke zur Einweihung der Station Vukov spomenik im Vračar-Tunnel

Der Bau des Vračar-Tunnels wurde am 17. Mai 1976 vom Verkehrsministerium genehmigt. Die Bauarbeiten begannen am 20. Oktober 1976. Mit der Inbetriebnahme der Neue Belgrader Eisenbahnbrücke 1979 waren linke Saveseite und Belgrader Altstadt am Bahnhof Beograd Centar an die neue Trasse angebunden. Die Arbeit an den Durchmesserlinien der Altstadt sollte über Nord- (Vračar-Tunnel) und Süd-Trasse (Dedinje-Tunnel) hieran anbinden. Seit 1984 fuhren Züge den damaligen Terminus Bahnhof Beograd Centar an. 1988 folgte die Aufnahme des Betriebs von Beograd Centar in Richtung Süd-Trasse durch den Dedinje-Tunnel in nach Resnik. Der einlinige Beovoz-Betrieb bestand bis 1992. Mit der Eröffnung des Vračar-Tunnel 1992 folgte der zweilinige Betrieb im Eisenbahnknoten in den Relationen Batajnica-Beograd Centar-Pančevo sowie Pančevo-Resnik. Nach Eröffnung des Station Vukov spomenik am 7. Juli 1995 verkehrten Züge mit Halt im Vračar-Tunnel. Mit der zusätzlichen Relation Pančevo-Resnik war der Endausbau des Systems auf drei Linien abgeschlossen. Die Durchmesserlinien im Vračar- und Dedinje-Tunnel sind über ein Viadukt über die Autobahn im Mokroluški potok verbunden.
Der Tunnel wurde mittels Schildvortrieb in den geologisch geeigneten Schichten des Pannoniums in Mergel und Tonmergeln durchfahren. Die Tunnelvortriebsmaschinen („Metro“ und „Beograd“) entstammten Russischer Produktion und waren ursprünglich auch für den Ausbau einer zukünftigen Metro Beograd angeschafft worden. Die Vortriebsleistung betrug im Durchschnitt 9,7 m pro Tag. Sarmatische Kalksteine machten beim Vortrieb einen Wechsel des Schneidwerkzeugs erforderlich. Die größten Schwierigkeiten entstanden in kurzen Teilstücken in ausgelaugten tonigen und grundwasserführenden Mergelschichten an den Portalen der Röhre am Mokroluški potok. Hier wurde anstatt Schildvortriebs, bergmännisch gearbeitet.
Innerhalb des Tunnels waren ursprünglich zwei Stationen für den Stadtverkehr geplant – Vukov spomenik und Slavija. Aufgrund der hohen Kosten der in 40 m Tiefe von der Oberfläche liegenden Stationen wurde letztlich nur die Station Vukov spomenik ausgeführt. Der als provisorischer Haltepunkt für die Arbeiten eingerichtete Haltepunkt Karađorđev park ist bis heute Station im Personenverkehr.
Die beiden 3,225 km langen Röhren haben jeweils 7,2 m Außen- und 6,7 m Innendurchmesser. Sie sind maximal 40 und minimal 11 m tief. 364.500 m³ Abraum wurde hinaus befördert. 86.600 m³ Beton fand Anwendung. Die erlaubte maximale Betriebsgeschwindigkeit ist 90 km/h.

## Schutzbunker
In der rechten Röhre sind drei Schutzbunker für die Bevölkerung mit einer Kapazität von 6000 Personen eingerichtet. Diese wurden von 1979 bis 1989 eingerichtet. Die drei Schutzbunker STV I, STV II und STV III) können über Fußtreppen von Kalenić pijaca, Vukov spomenik, Cvijićeva ulica, Ulica Jaše
Prodanovića und Ul. Mije Kovačevića erreicht werden.

## Ähnliche Konzepte
Die Durchmesserlinien in Belgrad (1988, 1992) gehören zu den ersten verwirklichten Tunnel-Projekten im Schienenfernverkehr in Europa. Frühere Durchmesserlinien entstanden im Bahnhof Warszawa Centralna (1975). Spätere vergleichbare Konzepte entstanden in Deutschland und der Schweiz: der Tunnel Nord-Süd-Fernbahn im Pilzkonzept in Berlin (2006), der City-Tunnel Leipzig (2013) und die Durchmesserlinie Altstetten–Zürich HB–Oerlikon in Zürich (2013). Bei Stuttgart 21 werden mit den Tunnel Obertürkheim und Tunnel Feuerbach Durchmesserlinien im Fernverkehr ausgeführt. Im Bundesverkehrswegeplan 2030 ist eine Durchmesserlinie im Fernbahntunnel Frankfurt am Main im Hauptbahnhof Frankfurt vorgesehen. Auch der Bahnhof Barcelona-Sagrera der 2023 fertiggestellt sein soll, wird in den Zubringergleisen als Durchmesserlinie unterirdisch geführt.